# Верблюдка блискуча
Верблюдка блискуча (Corispermum nitidum) — вид рослин з родини амарантових (Amaranthaceae), поширений на півдні Європи, Казахстані, Туреччині.

## Опис
Однорічна трава 10–50 см заввишки. Стебло випростане. Квітки крихітні; пелюсток три.

## Поширення
Поширений Європі — Австрія (регіонально вимер), Болгарія, Словаччина (Червона книга Словаччини), Греція, Угорщина (Червона книга Угорщини), Сербія та Косово, Хорватія, Румунія, Молдова, Україна, Росія та Азії — Казахстан, Туреччина.